# Source (Spiel-Engine)
Source ist eine Spiel-Engine des US-amerikanischen Spieleentwicklers Valve. Sie läuft sowohl auf 32-Bit- als auch auf 64-Bit-Systemen. Auf ihr basierende Spiele wurden für Windows, macOS, Linux, Xbox, Xbox 360, Xbox One, PlayStation 3 und PlayStation 4 veröffentlicht. Mit Source 2 existiert ein direkter Nachfolger.

## Entwicklung
Die Engine wurde über fünf Jahre (von etwa 1999 bis 2004) für das Spiel Half-Life 2 als Ablösung für die bewährte Half-Life-Engine (GoldSrc) entwickelt. Das Hauptaugenmerk wurde dabei auf größtmögliche Kompatibilität zum Vorgänger gelegt, insbesondere auf die Unterstützung von BSP-Karten. Nach Aussagen von John Carmack beinhaltet die Engine Codefragmente der Quake-Engine.
Neben variablem Support für DirectX 7 bis 9 beinhaltet die Engine zusätzlich eine stark modifizierte Version der Havok-Physik-Engine. Außerdem unterstützt sie Vertex-Shader 3.0 und seit Ende Oktober 2005 auch High Dynamic Range Rendering. Seit Erscheinen der Linux-Version von Team Fortress 2, welche auf der Source-Engine basiert, ist diese auch unter Linux verfügbar.

## Einsatzgebiete

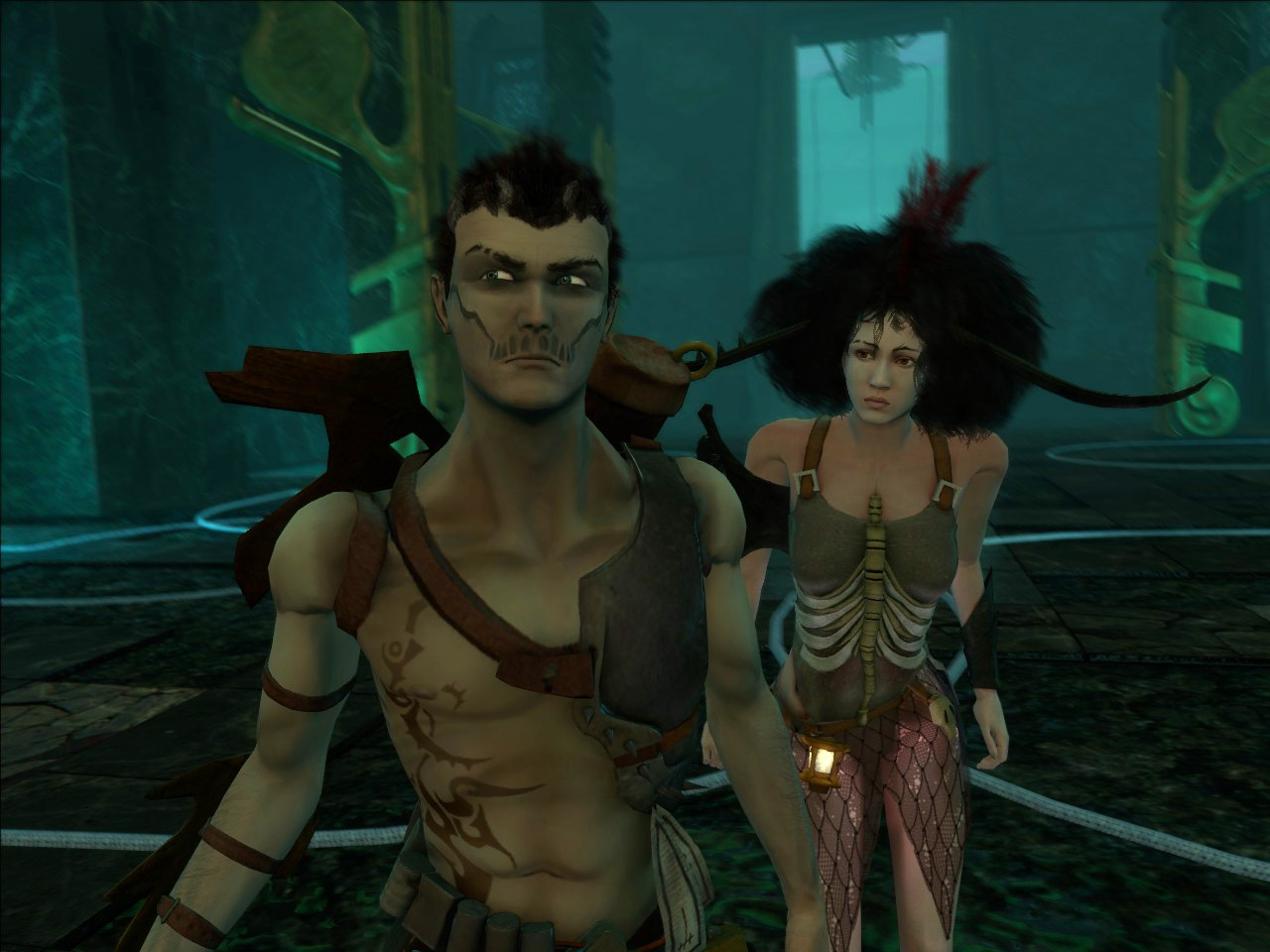
Screenshot aus Zeno Clash

Die Source-Engine findet vor allem in den Valve-eigenen 3D-Shootern wie zum Beispiel Half-Life 2 und Counter-Strike:Source/Global Offensive Verwendung. Seit 2013 wird diese Engine auch in dem MOBA Dota 2 verwendet. Außerdem wurde die Engine auch von anderen Entwicklern lizenziert: So nutzt zum Beispiel das 2004 erschienene Vampire: The Masquerade – Bloodlines diese Engine.
Valve hat zudem die älteren Spiele Half-Life, Counter-Strike und Day of Defeat mit der Source-Engine neu herausgebracht – wobei im Gegensatz zu den anderen beiden Portierungen, Half-Life:Source ohne größere Veränderungen dem Original gegenüber veröffentlicht wurde. So wurden – wie angekündigt – nur kleinere Leveldetails verändert, jedoch profitiert das Spiel deutlich von der neueren Engine. Day of Defeat: Source wurden neue Texturen und Modelle spendiert, so dass es dem grafischen Niveau von Half-Life 2 und Counter-Strike: Source entspricht. Außerdem wurden einige Gameplay-Veränderungen dem Original gegenüber durchgeführt.

## Vertriebsmodell
Die Website zur Source-Engine ist nicht mehr verfügbar und die Source-Engine kann nicht mehr lizenziert werden.
Vor der Einstellung der Lizenzierung wurden von Valve öffentlich keine genauen Kosten genannt, sondern nur eine vage Beschreibung des Preises, „extremely competitive prices“ (deutsch: extrem wettbewerbsfähige Preise), angegeben. Angebote zur Lizenzierung der Engine unterliegen einem Geheimhaltungsvertrag.

## Verwendung
Folgende Titel verwenden die Source-Engine:

### Valve-Titel
- Half-Life 2 (2004)
  - Half-Life 2: Deathmatch (2004) (Mehrspieler-Teil von Half-Life 2)
  - Half-Life 2: Lost Coast (2006) (Technologie-Demo)
  - Half-Life 2: Episode One (2006)
  - Half-Life 2: Episode Two (2007)
- Half-Life: Source (2004)
- Counter-Strike: Source (2004)
- Day of Defeat: Source (2005)
- Half-Life Deathmatch: Source (2006)
- Portal (2007)
- Team Fortress 2 (2007)
- Left 4 Dead (Turtle Rock Studios/Valve) (2008)
- Left 4 Dead 2 (2009)
- Alien Swarm (2010)
- Portal 2 (2011)[10]
- Counter-Strike: Global Offensive (2012)

### Titel anderer Hersteller

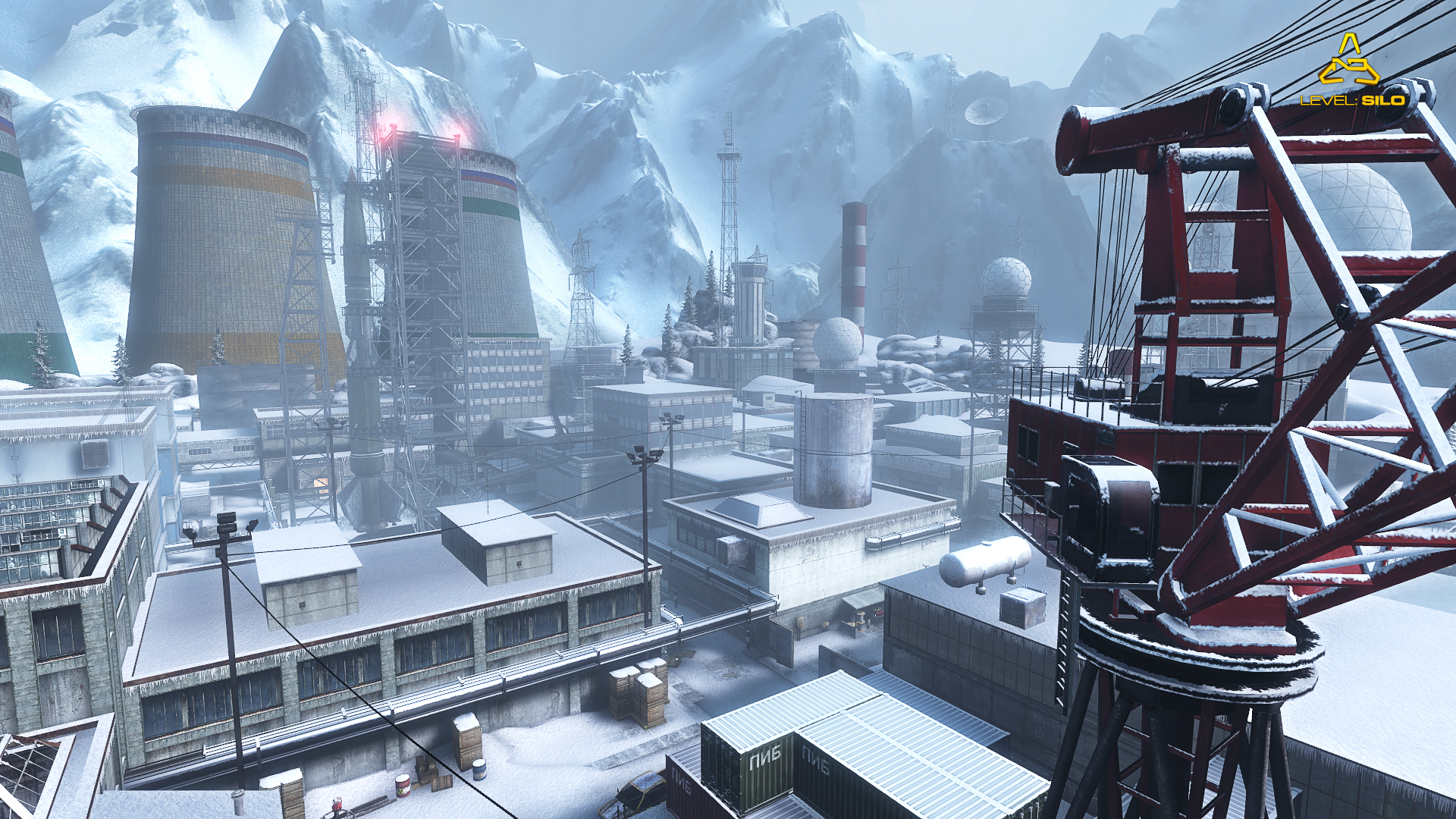
Nuclear Dawn

- Vampire: The Masquerade – Bloodlines (Troika Games, 2004)
- SiN Episodes (Ritual Entertainment, 2006)
- Dark Messiah of Might and Magic (Arkane Studios, 2006)
- Garry’s Mod (Facepunch Studios, 2006)
- Zombie Panic! Source (Zombie Panic! Team, 2007)
- No More Room in Hell (NMRiH Dev Team, 2011)[11]
- Nuclear Dawn (InterWave Studios, 2011)
- Postal III (Running with Scissors, Inc., 2011)
- Dear Esther, (the Chinese Room, 2012)
- Black Mesa, (Crowbar Collective, 2012)
- Tactical Intervention (FIX Korea Co., Ltd., 2013)[12]
- The Stanley Parable (Galactic Cafe, 2013)
- Titanfall (Respawn Entertainment, 2014)
- Insurgency (New World Interactive, 2014)
- The Beginner’s Guide (Everything Unlimited Ltd., 2015)
- Infra (Loiste Interactive, 2016)
- Titanfall 2 (Respawn Entertainment, 2016)
- Codename CURE (Hoobalugalar_X, 2017)[13]
- Apex Legends (Respawn Entertainment, 2019)[14]